# تيغان بينيت ديلايت
تيغان بينيت ديلايت (بالإنجليزية: Tegan Bennett Daylight)‏ (1969، سيدني في أستراليا)؛ روائية أسترالية.